# Ефір (фізика)
Ефір або Етер (дав.-гр. αιθηρ) — гіпотетичне середовище, матеріал, крізь який протягом XIX століття науковці пояснювали розповсюджування електромагнітних хвиль і гравітаційної взаємодії.

## Ефір у Стародавній Греції
Ідея ефіру, як легкої субстанції, що утворює всесвіт, була введена в античну європейську думку Демокрітом (460—370 рр. до н. е.). Так, через повітря Демокріт означив субстанцію всесвіту, вважаючи її легкою, оскільки вона всепроникна, на відміну від важкої субстанції — землі. За Демокрітом, серед складових ефіру є амери (невимірювані) і атоми (нероздільні); зокрема, атоми є ненародженні і незнищенні, вони не можуть бути зруйновані і повинні асоціюватись з геометричною субстанцією. Ці атоми мають геометричні форми в яких є опуклості і угнутості. Відомо, що Демокріт багато мандрував світом, зокрема тривалий час жив в Єгипті та Індії. Тому такі його погляди на будову природи могли бути запозичені у єгипетських і, особливо, індійських мудреців, оскільки тут ми бачимо цілковитий збіг із ведичною фізикою. Погляди Демокріта підтримав Епікур (342—270 рр. до н. е.). Рукописи 4-го сторіччя н. е. розповідають, що епікурейські знання підхопив римський мислитель 1-го сторіччя до н. е. Тіт Лукрецій Кар, який виклав ці погляди в своїй книзі «Про природу речей» («De rerum nature»).

## Механічний ефір
Християн Гюйгенс, мабуть, був першим серед дослідників 17-го сторіччя, хто повернувся до демокрітової ідеї ефіру. 1690 року він тлумачив світло як хвильове явище і запропонував етер як пружне середовище, у якому ці хвилі розповсюджуються. Подібно до того, як повітря є середовищем для розповсюдження звуку. Згідно з цими уявленнями, ефір пронизував як міжпланетний простір, так і тверді тіла та рідини. Крізь нього поширювалось не лише світло, а й теплове випромінювання.
Слабким місцем концепції механічного ефіру була очевидна суперечність: середовище мало бути досить щільним для розповсюдження хвиль і одночасно досить розрідженим, щоб не чинити опору тілам, які рухаються у безповітряному просторі. Ця суперечність стала ще очевиднішою, коли стало зрозуміло, що світлова хвиля, на відміну від звуку, є не поздовжньою, а поперечною. Поперечні хвилі не можуть розповсюджуватися в газах і рідинах, а лише в твердих тілах. Отже, механічний ефір мав мати властивості твердого тіла і разом з тим пронизувати всі тіла, не створюючи опору їхньому рухові. Це давало багатьом дослідникам привід піддавати сумніву не лише гіпотезу про існування механічного ефіру, а й пов'язану на той час з ним, хвильову теорію світла.

## Електромагнітний ефір
З відкриттям Джеймсом Клерком Максвеллом рівнянь, що описують динаміку електромагнітного поля, була розвинена і отримала експериментальне підтвердження електромагнітна теорія світла: було встановлено, що світло — це електромагнітні, а не механічні хвилі. Отже, відпала потреба в гіпотезі про механічний ефір.
Згідно з рівняннями Максвелла, електромагнітна хвиля поширюється зі сталою швидкістю c = 299 792 458 м/с (у вакуумі). З погляду Ньютонівської механіки, ця умова не може бути виконана одночасно в усіх інерційних системах: якщо в одній з інерційних систем швидкість світла дорівнює {\displaystyle c} то іншій системі, яка рухається відносно першої, ця швидкість, відповідно до галілеївського закону додавання швидкостей, буде іншою. Щоб розв'язати цю проблему було запропоновано гіпотезу про існування електромагнітного ефіру — середовища, через яке поширюється електромагнітна взаємодія. Припускалося, що лише в системі відліку, яка перебуває в спокої відносно цього середовища, справедливі рівняння Максвелла і швидкість світла дорівнює фіксованій величині {\displaystyle c}. В інших системах відліку, які рухаються відносно ефіру, швидкість світла мала б відрізнятись від {\displaystyle c}.

## Експериментальна перевірка
Оскільки Земля рухається навколо Сонця (а Сонце, у свою чергу, рухається навколо центру Галактики), то на Землі мав би відчуватись «ефірний вітер»: швидкість світла мала залежати від напрямку руху Землі навколо Сонця.
Щоб виміряти швидкість «ефірного вітру» і таким чином перевірити гіпотезу про існування ефіру було проведено експеримент Майкельсона — Морлі. Результат виявився негативним: швидкість світла була з високою точністю однаковою при будь-якому напрямку руху Землі, «ефірного вітру» виявлено не було. Пізніше цей результат було підтверджено іншими дослідами, хоча треба зазначити, що з врахуванням наближень, вищих другого порядку (така була точність у досліді Майкельсона—Морлі), дослідники натрапляли на нові явища.
Таким чином виявилося, що гіпотеза про існування електромагнітного ефіру, а отже й гіпотеза про існування пов'язаної з ним «абсолютної» системи координат, не узгоджується з експериментом (з урахуванням ефектів другого порядку).

## Ефір та теорія відносності
Спеціальна теорія відносності Альберта Ейнштейна відкинула гіпотезу про існування ефіру. Теорія Ейнштейна базується на постулаті про однакову швидкість світла в усіх інерційних системах відліку і повну рівноправність цих систем. Гіпотеза про поширення світла в середовищі — ефірі — суперечить цьому постулату, оскільки з цим середовищем можна було б пов'язати особливу, нерівноправну з іншими систему відліку. Однак, у виступу в Лейденському університеті 5 травня 1920 року Альберт Ейнштейн казав: «Підсумовуючи, можна сказати, що згідно із загальною теорією відносності простір наділений фізичними властивостями; отже, в цьому сенсі існує ефір. Відповідно до загальної теорії відносності космос без ефіру немислимий; оскільки в такому просторі не тільки не було б поширення світла, але також не було б можливості існування еталонів простору та часу (вимірювальних стрижнів і годинників), а отже, і будь-яких просторово-часових інтервалів у фізичному сенсі. Але такий ефір не можна уявити наділеним властивостями звичайної матерії, він не складається з окремих частин, за зміною положення яких можна слідкувати в часі. Сама ідея руху не може бути застосованою до нього .»
Усі наявні на сьогодні дослідні дані повністю підтверджують висновки спеціальної теорії відносності.
Із погляду сучасної фізики, електромагнітні хвилі, зокрема, світло, можуть поширюватись у вакуумі, не потребуючи ніякого середовища для свого розповсюдження. Гіпотеза ефіру, у тому вигляді, в якому вона існувала наприкінці XIX — початку XX століття, не відповідає реаліям сучасної науки. Натомість новітні гіпотези щодо квантового ефіру і його збігом з абстрактним поняттям фізичного вакууму, привертають до себе все більший інтерес фізиків і філософів науки. Проблеми ефіру досліджував американський фізик Дейтон Кларенс Міллер.

## Слово «ефір» у повсякденній мові
Гіпотеза про ефір, як середовище, крізь яке поширюються радіохвилі, залишила власний слід у повсякденній мові. Саме звідси беруть свій початок вислови «в ефірі Новини» (починаємо/тривають Новини), «прямий ефір» (працюємо наживо), «вийти в ефір» (почати передачу), «ви в етері» (ви приєдналися/ ви з нами/ ми вас чуємо), Ethernet (ефір + net) тощо.